# ジャンピエロ・マリーニ
ジャンピエロ・マリーニ（Giampiero Marini、1951年2月25日 - ）は、イタリア出身の元同国代表の元サッカー選手（MF）。

## 経歴
1975年から1986年までの間、インテルナツィオナーレ・ミラノでプレーした。インテルでは、1979-80シーズンにスクデット、1977-78シーズンと1981-82シーズンにコッパ・イタリアを制した。通算では375に出場した。
1982年のワールドカップ・スペインでは5試合に出場、優勝を果たした。
指導者としては、1993-94シーズン終盤に、極度に成績不振で解雇されたバニョーリに代わって監督に就任、UEFAカップではチームを優勝に導いたが、リーグ戦ではチームを立て直しが出来ず、何とかセリエB降格を免れた。その後はコモの監督も務めた。

## 代表歴
- イタリア代表 1980-1983
  - 代表通算：19試合出場 0得点
  - 1982年FIFAワールドカップ優勝。

## タイトル
選手
- セリエA : 1979-80
- コッパ・イタリア : 1977-78, 1981-82

指導者(インテル)
- UEFAカップ : 1993-94